# Charles Fort
Charles Hoy Fort (Albany, 6 de agosto de 1874 – Nova Iorque, 3 de maio de 1932) foi um escritor estadunidense e colecionador de fenômenos anômalos.

## Vida
Charles Hoy Fort foi um colecionador de fatos insólitos e um dos precursores de realismo fantástico. Fort não estava muito interessado em explicar os fenômenos, e sua intenção parecia mais ser a de embaraçar os cientistas do que em tentar apresentar uma teoria alternativa.
Entre os incríveis fenômenos catalogados por Fort, destacam-se as chuvas estranhas, algumas delas mencionadas por outros dois autores também considerados mestres do realismo fantástico, Louis Pauwels e Jacques Bergier. Em O Despertar dos Mágicos, Pauwels e Bergier escrevem: Aos 34 anos, Charles Fort começou a acumular notas sobre acontecimentos extraordinários e, contudo, reconhecidos… No dia 2 de novembro de 1819, chuva vermelha sobre Blankenbergue no dia 14 de novembro de 1902, chuva de lama na Tasmânia. Flocos de neve do tamanho de pratos em Nashville, a 24 de janeiro de 1891. Chuva de rãs em Birmingham a 30 de junho de 1892. etc. Quarenta mil notas sobre toda espécie de chuvas que têm caído sobre a Terra há muito levaram Charles Fort a admitir a hipótese de que a maior parte delas não são de origem terrestre: "Proponho que se admita a ideia de que há, para além do nosso mundo, outros continentes [lugar que contém] dos quais caem objetos… ".

## Publicações
Fort publicou cinco livros durante sua vida, incluindo um romance. Todos os cinco estão disponíveis on-line (consulte a seção Links externos abaixo).
- Many Parts (1901, autobiografia inédita)
- The Outcast Manufacturers (1909; B. W. Dodge), romance
- The Book of the Damned (1919), reimpresso por Ace Books, K-156, c. 1962, e H-24, c. 1966; Prometheus Books, 1999, 310 páginas, ISBN 1-57392-683-3.
- New Lands (1923), reimpresso por Ace Books, H-74, 1968, e impressões posteriores, brochura do mercado de massa. ISBN 0-7221-3627-7
- Lo! (1931), reimpresso por Ace Books, K-217, c. 1965, e impressões posteriores, brochura do mercado de massa. ISBN 1-870870-89-1
- Wild Talents (1932), reimpresso por Ace Books, H-88, c. 1968, e impressões posteriores, brochura do mercado de massa. ISBN 1-870870-29-8

Edições póstumas:
- The Books of Charles Fort (1941; Holt), introdução de Tiffany Thayer, índice de Henry Schlanger.
- Complete Books of Charles Fort, Dover Publications, Nova York, 1998,  ISBN 0-486-23094-5 (reimpressão, com nova introdução de Damon Knight)
- The Book of the Damned: The Collected Works of Charles Fort, Tarcher, Nova York, 2008, ISBN 978-1-58542-641-6 (com introdução de Jim Steinmeyer)